# Ladislav Ignác Berčéni

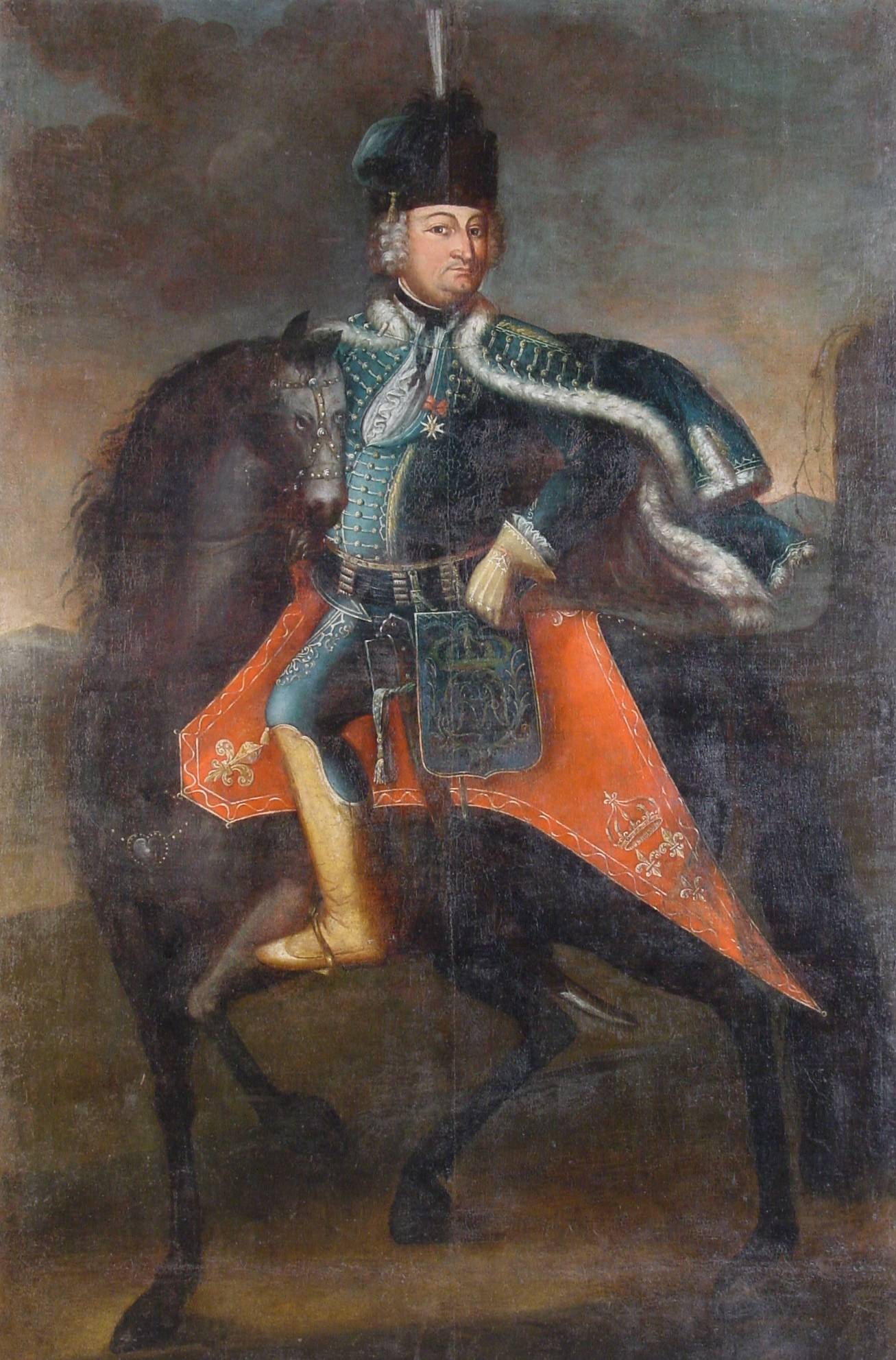
Ladislav Ignác Berčéni

Ladislav Ignác Berčéni, v matrice je zapsaný jako Ladislaus Ignatius Berzeni, znám je také jako László Ignác Bercsényi nebo de Bercheny, (3. srpna 1689 Prešov – 9. ledna 1778 Luzancy) byl vojevůdce uherského původu působící zejména ve službách Francie.

## Život
Jeho otcem byl hrabě Mikuláš Berčéni, významný uherský aristokrat, císařský generál a později generalissimus povstaleckého vojska Františka II. Rákócziho. Matka, hraběnka Kristýna Drugetova, byla dcerou císařského generála Juraje Drugeta.
Dětství kromě Prešova prožil ve Vranově, Brunovcích a Továrníkoch.. Po matčině náhlé smrti v roce 1691 žil u příbuzných v Hlohovci a od roku 1695 v Užhorodě, kde jako desetiletý začal navštěvovat jezuitské gymnázium. Po otcově útěku do Polska v roce 1701 byl dvanáctiletý Ladislav přeložen na jezuitské gymnázium v Košicích. V roce 1703 cestoval za otcem, byl ale zajat a až do roku 1704 byl vězněn jako válečný zajatec. Generalissimus Berčéni ani kníže František II. Rákóczi nesplnili jeho touhu stát se vojákem. Musel se nejprve vzdělávat. Proto pokračoval ve studiu, které dokončil v Egeru a poté navštěvoval univerzitu v Trnavě. V roce 1707 se zúčastnil svévolné exekuce turčanských vyslanců na Ónodském sněmu. V roce 1708 se připojil k povstalcům; sloužil v osobní gardě knížete Rákocziho. Po porážce povstání musel opustit vlast, a to jako vyslanec Rákocziho ke dvoru francouzského krále Ludvíka XIV, kde dne 1.9.1712 nastoupil vojenskou službu u královské gardy (mušketýrů).

## Vojenská kariéra

### Povýšení
- 1712 podplukovník
- 1718 plukovník jízdy (Mestre de camp)
- 1734 za hrdinství během tažení v Porýní povýšen na brigadýra (Brigadier des armées du Roi)
- 1738 se stal generálem jezdectva
- 2. května 1744 ho král povýšil na podmaršála
- 15. března 1758 jmenování maršálem Francie

### Vojenské funkce
- 1708 – důstojník knížecí tělesné gardy
- 1712 – velitel husarského pluku
- 1720 patent na zřízení vlastního husarského pluku
- dne 8. prosince 1743 byl jmenován hlavním inspektorem husarských vojsk francouzské armády[1]
- roku 1759, 70letý maršál Berčéni definitivně abdikoval na vojenskou službu a další dvě desetiletí přežil ve svém zámečku v Luzancy. (Francie) Tam i 9. ledna 1778 zemřel.

### Udělené řády a vyznamenání
- v roce 1720 mu král udělil nejvyšší francouzské vojenské vyznamenání – rytířský kříž Řádu svatého Ludvíka
- v březnu 1743 převzal velitelsky kříž Řádu sv. Ludvíka
- v roce 1753 udělení velkokříže Řádu sv. Ludvíka
- maršálskou hůl se zlatými liliemi mu 9. dubna 1758 ve Versailles osobně předal král Ludvík XV.

### Významné bitvy
Od roku 1721 Berčéniho pluk bojoval na různých evropských bojištích v letech (1733–1735), (1741–1748) a (1756–1763).